# Emma Dante
Emma Dante (Palermo, 6 aprile 1967) è una regista, attrice teatrale e drammaturga italiana, la cui produzione artistica spazia tra teatro, cinema, lirica e letteratura.
Alcuni temi ricorrenti nelle sue opere sono la famiglia come microcosmo sociale, il contesto siciliano, il rapporto fra vita, morte e sesso, l'attenzione per le disuguaglianze sociali e di genere, la demistificazione del potere. La sua poetica, ispirata soprattutto al teatro di Kantor, è fondata su un'estetica essenziale, sulla corporeità degli attori, su "l'inclinazione all'estremo" (devozione e carnalità, violenza), sull'uso polifonico dei dialetti, sul paradosso e il rovesciamento.
Ha raggiunto la notorietà nel 2001 con gli spettacoli Carnezzeria (Premio UBU 2001), mPalermu (2003) e Vita mia (2004), conosciuti come la Trilogia della Famiglia.

## Biografia

### Infanzia
Nata a Palermo nel 1967, Emma Dante trascorre parte dell’infanzia e dell’adolescenza a Catania, dove si trasferisce da piccola con la famiglia per seguire il lavoro del padre.
Ottenuta la maturità classica si iscrive a Giurisprudenza, ma intorno ai vent'anni, dopo aver assistito ad uno spettacolo di Antigone al Teatro greco di Siracusa, ne rimane affascinata al punto da decidere di intraprendere un percorso teatrale.

### Formazione
A Palermo segue per circa un anno la scuola Teatès di Michele Perriera, importante teorico italiano esponente del Gruppo 63, che le fa conoscere Pinter e Beckett.
Nel 1987, sostenuta dalla madre, Emma Dante si iscrive al concorso per l'ammissione all'Accademia d'Arte Drammatica “Silvio D'Amico” di Roma. Si presenta alle selezioni con un testo di Henry Miller, Proprio pazza per Harry e viene ammessa dopo un'esibizione che lei stessa giudica mediocre.
Il periodo dell'Accademia è segnato dall'incontro con Elena Stancanelli, Arturo Cirillo, Davide Iodice, Lorenza Indovina, Ilaria Borrelli, Roberto Romei e Sabrina Scuccimarra, alcuni tra i principali esponenti della nuova generazione teatrale italiana, all'epoca suoi compagni di corso. Durante gli anni di studio lavora con insegnanti del calibro di Mario Ferrero e Lorenzo Salveti, Elena Povoledo, Enzo Siciliano, Paolo Terni e Ninni Giromella; in occasione di un seminario proposto dalla scuola conosce Andrea Camilleri, sotto la cui guida recita nello spettacolo La morsa di Luigi Pirandello.

### Percorso artistico
Alla fine degli anni ottanta si avvicina al teatro di avanguardia, assistendo ad uno spettacolo dello sceneggiatore polacco Tadeusz Kantor, La macchina dell'amore e della morte, durante il quale riceve una sorta di “folgorazione", che la porterà alla messa in discussione del teatro tradizionale e la guiderà verso una precisa direzione artistica come registaː «Di Kantor ricordo la macchina scenica che girava [...] E poi mi ricordo lui, Kantor, di spalle. [...] Era sempre di spalle: mi dava le spalle. Questa cosa mi inquietò e me la ricordo sempre perché le spalle di Kantor per me sono il teatro».
Nel 1990 si diploma come attrice all'Accademia, unendosi poi, nel 1993 e fino al 1995, alla Compagnia della Rocca a Torino, dove lavora con Roberto Guicciardini. Gli spettacoli a cui partecipa sono Turandot, Le preziose ridicole e Rinoceronti. Nel 1995, le compagnie di Torino realizzano un progetto teatrale denominato Canto per Torino, diretto da Gabriele Vacis, esperienza alla quale partecipa anche Emma Dante, debuttando nelle vesti di "una sorta di casalinga disperata ante litteram".
Lasciata Torino, nel 1999 frequenta un laboratorio di canto con Cesare Ronconi. Ricorderà quel periodo come uno dei più formativi della sua carriera, in particolar modo per l'avvenuto incontro con Valeria Moriconi che la porta a capire che "fare l'attrice vuol dire vivere in un'altra dimensione, fatta di negazione della vita privata, essere sempre in viaggio e quindi vivere ogni volta in un posto diverso". Dopo avere interpretato con l'attrice jesina La Rosa Tatuata, spettacolo diretto da Gabriele Vacis, decide di prendere una pausa dalla carriera di attrice.

## La compagnia Sud Costa Occidentale

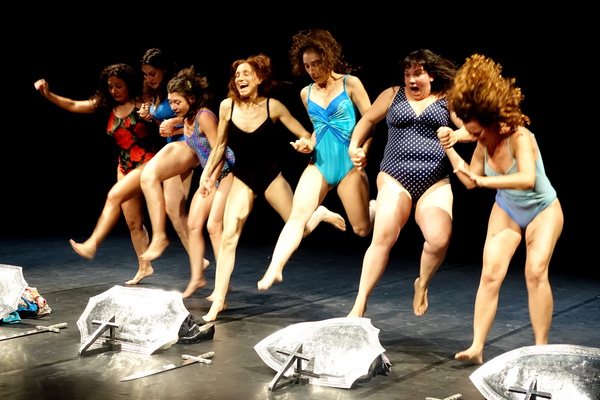
Le sorelle Macaluso di Emma Dante al "Gymnase du Lycée Mistral" per il Festival d'Avignone 2014: mPalermu

La malattia della madre, alla quale era molto legata, la porta a fare ritorno a Palermo. La sua morte, insieme a quella del fratello, avvenuta un anno prima, conducono Emma Dante ad un profondo ripensamento sul tipo di teatro e di scrittura drammatica sperimentate fino ad allora, così come ad una revisione del rapporto con la sua città natale.
Spinta dal desiderio di esplorare una nuova forma di teatro, nel 1999 fonda la compagnia Sud Costa Occidentale, con sede in una cantina ribattezzata La Vicaria, dal nome di un ex carcere dove si svolgevano i processi alle donne accusate della stregoneria. Il nome della compagnia è significativo: “In primo piano il Sud, la nostra lingua, le nostre storie, e poi specificato, quale sud: la costa occidentale della Sicilia”.
Fin dagli esordi Dante decide di affidarsi ad attori provenienti dall'accademia, perché più preparati sui classici e sulle basi della recitazione teatrale.
I primi spettacoli messi in scena a Palermo rivelano fonti diverse di ispirazioneː Il sortilegio (1999), sovvenzionato dalla Regione Siciliana per un paio di repliche, è tratto dal romanzo di Gabriel García Márquez Dell'amore e di altri demoni; La principessa sul pisello (2001) da testi di David Foster Wallace e Valerie Solanas; Gli Insulti (2001) da Superwoobinda di Aldo Nove; La favola di Farruscad e Cherestanì (2001) da La donna serpente di Gasparo Gozzi.
Il successo arriva nel 2001 con lo spettacolo mPalermu, che vince il Premio Scenario e nel 2002 il Premio Ubu.

## Teatro

### Trilogia della Famiglia
mPalermu, Carnezzeria e Vita Mia fanno parte di quella che viene definita la "Trilogia della Famiglia", una serie di spettacoli collegati dal tema centrale della famiglia, affrontata da varie angolazioni e mostrata nelle sue debolezze, frustrazioni e criticità.

#### mPalermu(2001)
mPalermu è una riflessione amara sulla famiglia del Sud, la storia di cinque consanguinei che hanno come unico scopo – non raggiunto – uscire dalla propria casa; tutto lo spettacolo è giocato su questo desiderio frustrato. Il sogno di una gita fuori porta immediatamente soffocato dalla routine e dalla testardaggine con cui i protagonisti, impegnati in una perenne guerra intestina, difendono strenuamente convinzioni anche di poco conto. La famiglia Carollo è lo specchio di una Palermo ancorata al passato e alle sue tradizioni. La regista afferma che "a Palermo non si compiono azioni, si mettono in scena cerimonie" e sul palco i cinque giovani attori, attraverso la forte fisicità della loro recitazione, celebrano una vera e propria cerimonia. Questo teatro dell'impossibile "fa di Palermo una sorta di rappresentazione simbolica dell'anima del mondo, incessantemente indaffarata e incessantemente morente".
Con questo spettacolo Emma Dante partecipa e vince il Premio Scenario (2001) e il Premio Ubu (2002).

#### Carnezzeria(2002)
Lo spettacolo inizia ex-abrupto con Nina, una giovane donna che è rimasta incinta pur non avendo un marito o un fidanzato; durante tutto lo spettacolo i suoi fratelli simulano atti sessuali espliciti che permettono al pubblico di pensare che la gravidanza di Nina possa essere il frutto di un rapporto incestuoso con loro stessi o con il padre.
I tre fratelli, che ricordano da vicino i Bravi di Manzoni, sono dei tipi loschi che annunciano di avere avuto l'ordine dal padre di accompagnare Nina al suo matrimonio con il padre del bambino che porta in grembo. Un matrimonio che non avrà mai luogo. I tre, infatti, mentono a Nina per condurla lontano da casa, lontano probabilmente dagli occhi indiscreti della gente.
Nina, vestita da sposa con l'abito bianco e il velo sul viso, mantiene un atteggiamento visibilmente infantile, comportandosi come una bambina che per la prima volta va in vacanza e scopre un mondo fatto di animali, di pesci (ci troviamo in una località di mare) e di mille altre cose di cui chiede in continuo spiegazione ai fratelli.
Il matrimonio a cui deve essere accompagnata si rivelerà essere il suo funerale: i fratelli hanno l'intenzione di ucciderla o abbandonarla (non sarà chiaro per tutta la durata dello spettacolo) in modo da nascondere l'abominio di un rapporto familiare fondato su relazioni incestuose.
Lo spettacolo culmina con la morte di Nina che si impicca con il velo del suo abito da sposa liberandosi e liberando la famiglia da tutto il dolore di una vita di sofferenza trascorsa nell'ombra.

#### Vita mia(2004)
Vita mia porta in scena la vicenda essenziale, scarna, di una famiglia composta da una madre e tre figli maschi che si trovano di fronte alla morte del più piccolo, un evento che rimane sulla scena per l'intera durata dello spettacolo. Emma Dante propone un funerale sui generis che si trasforma in una sorta di delirio carnevalesco in cui il morto si alza continuamente dal letto-bara e non smette di girare per tutto l'arco del palcoscenico su una bicicletta. Il pubblico - con l'abbattimento della “quarta parete” tanto cara al teatro di tradizione, in questo spettacolo viene collocato intorno al letto, come a comporre una schiera silenziosa di partecipanti al rito funebre - partecipa attivamente alla tragedia di questa famiglia. Questo tipo di avvicinamento tra attori in scena e spettatori riporta all'avanspettacolo, dove il pubblico può interagire in maniera diretta, senza mediazioni.

### Medea(2003)
La rivisitazione dei testi classici e dei topoi culturali di cui sono portatori anche nel mondo contemporaneo, rappresenta un cardine del teatro di Emma Dante, che in molti suoi spettacoli inserisce elementi, personaggi e ambienti archetipici, in particolare quello familiare. La Medea di Euripide inaugura il filone dedicato alla rilettura dei miti greci. Rappresentata nel 2003, si sviluppa intorno al "tema della fertilità come categoria antropologica"; l'uccisione dei propri figli da parte di Medea, più che costituire una vendetta nei confronti di Giasone, si pone come "un modo di negare la vita alla città", una Corinto rappresentata da un villaggio siciliano in cui regna la sterilità, e gli abitanti maschi, vestiti da donna, sognano gravidanze per perpetuare, negli eredi, il loro seme.
Medea è stato uno degli spettacoli più criticati di Emma Dante; ad essere presi di mira, in diverse recensioni, sono stati l'adattamento giudicato "schematico e formalista", l'eccesso di "intellettualismo", la scarsa tragicità del testo e la scelta dei protagonisti, Iaia Forte nel ruolo di Medea e Tommaso Ragno nel ruolo di Giasone, ritenuti distanti dal quel rapporto carnale e viscerale con il personaggio che rappresenta la cifra del teatro di Emma Dante.

### La Scimia(2004)
La Scimia è uno spettacolo liberamente ispirato a Le due zitelle di Tommaso Landolfi.
La piecè breve propone una critica del culto religioso cattolico, dei costumi e dell'ottusità della società moderna che talvolta rimane ancorata al passato negli usi e nelle credenze.
Il vivace animale del titolo, la scimmia, che appare in scena nuda e incatenata, mette in atto un tentativo di ribellione attorno all'altare e a due giovani preti, stimolando un'accesa discussione sul valore della fede tra Lilla e Nena, due zitelle brutte e devote al punto d'imporsi una vita di preghiera e penitenza.
Dopo una serie di fughe sul palco/presbiterio, Lilla e Nena riescono a fermare l'animale e lo legano con un guinzaglio; sono sconvolte per l'atteggiamento dissacrante della scimmia. "Questo peccato gravissimo dev'essere espiato" dice alterato uno dei sacerdoti: la scimmia deve morire perché Dio perdoni la sua ignobile colpa. "La scimmia - spiega Emma Dante - è una creatura di Dio, ed è un altro corpo preso in prestito per raccontarci, da secoli, la stessa storia".
Nella scena finale lo spettatore si trova di fronte alla scimmia che sale sull'altare, si sovrappone al crocefisso e diviene, come Gesù, capro espiatorio e vittima della stupidità dell'uomo che, accecato da rituali e simboli, ha perso il valore del perdono cristiano.

### Mishelle di Sant'Oliva(2006)
Lo spettacolo anche questa volta scava all'interno di un ambito domestico pieno di miseria, economica e morale.
Mishelle di Sant'Oliva, nome che rimanda al quartiere palermitano della prostituzione, è una piece che mescola il tragico e il grottesco attraverso una scenografia essenziale (due sedie, due tende, due corde nodose) e la capacità recitativa dei due protagonisti: Gaetano e il figlio Salvatore.
Il primo, Gaetano, è un anziano distrutto dalla solitudine e dal ricordo della moglie scomparsa, mentre il figlio Salvatore è un travestito che si prostituisce e che cerca in modo affettuoso di riavvicinarsi al padre. Il padre è disgustato dai suoi atteggiamenti e lo spettacolo si muove tra dialoghi, liti e incomprensioni dei due personaggi che pur contrastandosi violentemente condividono lo stesso dolore per l'abbandono della madre e moglie, scappata per inseguire il sogno di diventare ballerina, in realtà finendo per prostituirsi.
Salvatore conosce l'attuale condizione di vita della madre e il suo travestirsi appare come un modo per stabilire un contatto con il padre, ricordandogli in qualche modo le fattezze della moglie perduta. Soltanto alla fine dello spettacolo il padre ravviserà negli atteggiamenti di Salvatore l'ombra della moglie e il muro di distacco tra i due si scioglierà nell'abbraccio di due corpi stremati dal dolore.

### Cani di bancata(2006)
Cani di bancata è uno spettacolo in cui l'autrice siciliana si confronta, per la prima volta, con il tema scottante e attuale della mafia e dei crimini mafiosi.
"La mafia è una femmina-cagna che mostra i denti prima di aprire le cosce", dice la Dante.
Una femmina che è a capo di un branco di figli che in scena si atteggiano come cani affettuosi e si mettono in fila per baciarla. Il suo bacio è l'onore. La cagna dà ai figli il permesso di entrare: "Nel nome del Padre, del Figlio, della Madre (Cosanostra) e dello Spirito Santo". Il rituale prevede prima il castigo dei figli più giovani e in seguito la loro riemersione dentro un vestito imbrattato di sangue per ricevere la benedizione della Madre. I figli l'abbracciano e pronunciano il giuramento: "Entro con il sangue e uscirò con il sangue. Il patto si stringe".
Lo spettacolo si conclude con i mafiosi che diventano politici in giacca e cravatta e si masturbano di fronte a una cartina dell'Italia che vede al centro una Sicilia conquistata dalla mafia.
Lo spettacolo viene spesso presentato con l'accompagnamento musicale di Carmen Consoli, siciliana, amica della Dante e come lei, schierata nella lotta contro la mafia.

### Il festino(2007)
Ne Il festino Emma Dante porta in scena in modo molto realistico la disabilità mentale di Paride, il protagonista. Attraverso il monologo di Gaetano Bruno, l'unico attore in scena, la regista siciliana dà vita al mondo fantastico che si trova nella testa del personaggio. Questo mondo è popolato da amici immaginari (le scope, uniche invitate alla festa per fargli compagnia) e da ricordi del passato molto dolorosi. Alla sua festa Paride immagina di dialogare con il fratello gemello Iacopo (disabile fisico) e ricorda l'abbandono del padre.
Il testo è in italiano ed è molto lontano dai fitti dialoghi in lingua siciliana tipici della Dante. In quest'opera si celebra il dramma di una vita interna nascosta, tutto raccolto fra le quattro mura di una famiglia "normale".
Ultimo atto della festa è il suicidio di Paride vissuto come volo, come liberazione al termine di una vita in salita.

### Eva e la bambola(2007)
Eva e la Bambola è la performance creata da Emma Dante per Carmen Consoli nel suo tour teatrale 2007/2008.

### Le sorelle Macaluso(2014)
Il passato e il presente, il mondo dei vivi e quello dei morti si mescolano in questa storia familiare, una sorta di danza macabra che ha per protagoniste sette sorelle riunite per una veglia funebre, trasformata in un momento dello spettacolo in "una battaglia da teatro dei Pupi", dove i personaggi, armati di spada e scudi, mimano le gesta delle antiche marionette. Vengono messi in scena i temi della famiglia, della povertà, dei ruoli di genere all'interno del contesto siciliano, rappresentati attraverso "momenti di tanztheater con umorismo slapstick e scatologico".
Vincitrice del premio Ubu nel 2014, la pièce teatrale nel 2020 è stato adattata dalla stessa Dante per il grande schermo, con il titolo omonimo; in concorso alla 77ª Mostra internazionale d'arte cinematografica di Venezia, ha ottenuto il Premio Pasinetti e nel 2021 il Nastro d'argento.

### Misericordia(2020)
Una favola moderna in cui prendono vita tre donne e un ragazzo menomato, che vive con loro nel degrado di una baracca in una Sicilia periferica, fatiscente. Durante il giorno, le donne lavorano a maglia, mentre la sera offrono ai passanti i loro corpi. Le donne si prendono cura come possono di Arturo, il ragazzo rimasto orfano, in un contesto talmente miserabile da convincere le donne a cercare per lui una sistemazione diversa. Una struggente storia di separazione e di amore materno è il cuore di questo atto unico, caratterizzato da un'interpretazione poetica della disabilità attraverso l'interpretazione del danzatore Simone Zambelli e il ritmo incalzante della recitazione dialettale delle attrici in scena, Italia Carroccio, Manuela Lo Sicco e Leonarda Saffi.
Lo spettacolo, co-produzione tra il Piccolo Teatro di Milano e la Compagnia Sud Costa Occidentale, viene insignito del Premio 2020 dell’Associazione nazionale Critici di Teatro per “un congegno teatrale perfetto per densità concettuale e sguardo pietoso sulle fragilità umane”, vale inoltre il Premio Ubu 2020-21 come miglior attrice a Manuela Lo Sicco.

### La Scortecata, Pupo di Zucchero, Re Chicchinella(2017 - 2024)
Trilogia di spettacoli tratti da fiabe comprese nella raccolta Lo cunto de li cunti di Giambattista Basile.
In La Scortecata (tratta dalla fiaba Le due sorelle), la più vecchia di due anziane sorelle (interpretate da una coppia di uomini) si illude che un re si sia innamorato della sua voce, e convince l'altra sorella a scorticarla completamente, nell'assurda convinzione che così facendo potrà tornare giovane e sposare il suo amato.
In Pupo di Zucchero (ispirato alle atmosfere tetre di alcune fiabe) un uomo anziano prepara un bambino con farina, acqua e zucchero in occasione della Commemorazione dei defunti. La preparazione della pietanza tradizionale dà vita ai ricordi della sua famiglia, i cui membri sono tutti morti a eccezione del protagonista: i defunti riprendono vita e, rivivendo le proprie tragiche storie, assistono l'uomo nella preparazione del pupo di zucchero.
In Re Chicchinella (ispirato alla fiaba La papera) un re (identificato come Carlo III d’Angiò) rimane vittima di un curioso incantesimo: avendo usato una gallina per pulirsi dopo aver defecato, l'animale gli si è infilato nel retto e vive nel suo corpo come parassita, causandogli atroci dolori. La sua famiglia, apparentemente amorevole, non attende altro che il re consumi un pasto, perché la gallina che vive al suo interno produca un uovo d'oro.

## Opera lirica
Nel 2009 Emma Dante esordisce in ambito operistico assumendo la direzione artistica della Carmen di Bizet alla Scala di Milano; alcuni tratti caratteristici della sua regia - forte accento posto alla violenza e all'erotismo, alla componente religiosa e sociale, rilettura del contesto in chiave locale (il Sud Italia anziché la Spagna e Siviglia) - suscitano opposte reazioni nel pubblico e nella critica.

### Carmen(2009)
La Carmen di Georges Bizet, basata sull'omonima novella di Prosper Mérimée, è stata diretta per l'apertura del Teatro alla Scala 2009/2010 da Daniel Barenboim con la regia di Emma Dante. La regista siciliana è stata scelta da Stéphane Lissner, sovrintendente e direttore artistico, insieme alla giovane mezzosoprano Anita Rachevlishvili e al tenore Jonas Kaufmann.
La regista dice della sua Carmen: "Carmen è una creatura nuova per me, e mi sento più vicina a quella di Mérimée che a quella di Bizet: le donne dei miei spettacoli sono scimunite che un contesto di furia, dolore e sottomissione ha rincoglionito. Carmen invece non è una vittima, è una ribelle che trasgredisce ogni regola, che diserta ogni perbenismo: conosce da sempre il suo destino di morte e per sete di libertà, è lei ad andarle incontro".
I loggionisti e gli habitué della Scala non hanno apprezzato la forte carica sessuale di cui è intriso l'intero spettacolo, il meridione pittoresco tipico del teatro di Emma Dante e la scelta di utilizzare simboli cristiani come il carro funebre (simbolo di una morte incombente) che è al fianco di Carmen per l'intera durata dell'opera.
Lo stesso Franco Zeffirelli (direttore dell'Aida per l'apertura della scala del 2006) definisce il lavoro della Dante come frutto di una scelta sbagliata: "Io credo nel diavolo e ieri sera alla Scala ho visto in scena proprio il diavolo. Quello spettacolo è il frutto di una scelta sbagliata, pericolosa soprattutto per i giovani. Immaginiamo un ragazzino che non è mai stato all'opera e va alla Scala, meraviglioso scrigno di bellezza, per vedere quella Carmen".
Lina Sotis ha apprezzato le scelte ardite di Dante e ammette di non avere mai visto in quarantatré anni di prime niente di così erotico sul palcoscenico, Paolo Isotta sul Corriere della Sera scrive: "Ci sono grovigli di corpi femminili, le sigaraie all'uscita del turno, che paiono un'immensa medusa ove i serpenti sono i corpi delle femmine stesse. Non si può che rimanere ammirati dalla forza e dalla "verità" di quest'interpretazione scenica".

### La muta di Portici(2012)
Reazioni simili accompagnano la sua seconda prova, avvenuta a distanza di tre anni dall'esordio scaligero, al Théâtre national de l'Opéra-Comique di Parigi, dove dirige La muta di Portici (2012) di Daniel Auber, ambientata nella Napoli del 1647, nei giorni della rivolta di Masaniello contro la dominazione spagnola. Ispirata dalle implicazioni politiche dell'opera, Dante interpreta la ribellione della muta Fenella, sedotta e abbandonata dal viceré spagnolo, come il simbolo della rivolta degli oppressi contro la tracotanza dei più forti.

### Feuersnot(2014),Gisela(2015),Macbeth(2017)
È nella sua città natale che Dante prosegue la sua attività registica, inaugurando tre stagioni al Teatro Massimo di Palermo: nel 2014 dirige Feuersnot di Richard Strauss, un "poema cantato" in atto unico, incentrato sul contrasto amoroso tra Kunrad, un musicista emarginato dalla società, e la giovane Diemut; l'anno successivo è la volta di Gisela! di Hans Werner Henze, un triangolo amoroso ambientato in una Napoli popolata di Pulcinella, e nel 2017 sperimenta con successo la regia di un'opera verdiana, il Macbeth.

### Cenerentola(2016),L'angelo di fuoco(2019)
Nell'inverno del 2016 porta in scena al Teatro dell'Opera di Roma la Cenerentola di Rossini, avvicinata dalla critica al surrealismo pop di Ray Caesar, e nello stesso teatro, tre anni dopo, si cimenta nella regia de L'angelo di fuoco di Sergej Prokof'ev, accolta con successo dalla critica.

### La Cavalleria Rusticana - La Voix Humaine(2017)
Nel 2017 è la volta di due opere, fra loro diverse da un punto di vista musicale e drammaturgico, ma presentate insieme, con debutto al Teatro Comunale di Bologna: la Cavalleria Rusticana di Pietro Mascagni e La Voix Humaine di Francis Poulenc. Entrambe rappresentano la tragedia di una donna che vive, in solitudine, il dolore dell'abbandono dell'amato; in Mascagni il dramma si svolge in una dimensione pubblica, nella piazza di un paese, in Poulenc è racchiuso in uno spazio privato, borghese, in cui prevale una dimensione psicologica, interiore. Le due opere sono state definite da Emma Dante: "un viaggio d’amore che rende pazzi i protagonisti e che ci fa scoprire i confini tra la ragione e la perdita del senno, in un affascinante affresco dell’animo umano". La regista trasferisce l'ambientazione del monologo di Poulenc, che nel libretto si svolge in una stanza d'hotel in cui una donna è al telefono con l'uomo che l'ha appena lasciata, agli interni di una clinica psichiatrica. La donna al telefono è circondata da altre presenze: oltre al medico e alle infermiere, si aggirano nella stanza dei fantasmi che rappresentano le sue proiezioni mentali - l'amante, se stessa, una coppia - messi in scena dagli attori della compagnia Sud Costa Occidentale. Nella Cavalleria Rusticana l'inizio si apre con un Cristo nero che porta la croce procedendo a stento sotto le frustate di un centurione, mentre lo segue affranta Maria accompagnata da altre donne pie; l'allestimento sovverte l'iconografia verista, proponendo un palcoscenico vuoto in cui dei figuranti muovono tre strutture che fungono da scene d'azione: il terrazzo e il balcone di Lola, la taverna di mamma Lucia e la chiesa, rappresentata da croci mobili e incombenti.

### Eracle(2018)
In Eracle, la tragedia di Euripide presentata nel 2018 al 54º Festival del Teatro greco di Siracusa, Emma Dante sovverte le regole del teatro classico: tutti i ruoli maschili sono assegnati a donne, mentre il coro è composto da uomini, vecchi malfermi, dalle lunghe barbe; anche Eracle e Teseo si muovono in modo scomposto, il padre di Eracle, Anfitrione, è su una sedia a rotelle: un "cast entieroico", in cui gli attori si muovono come marionette, su esempio dell’opera dei Pupi. Il palazzo regale di Eracle descrive un immaginario cristiano: rappresentato da un enorme cimitero, con appesi ad ogni loculo le croci e i ritratti dei morti destinati a perire nel corso della tragedia, ha al suo centro una vasca piena d’acqua, in cui si svolgono i riti funebri e di purificazione.

### I dialoghi delle Carmelitane(2022)
Nel 2022 inaugura la stagione dell’Opera di Roma con I dialoghi delle Carmelitane di Francis Poulenc. Al contrario di Poulenc e Bernanos, autore del libro da cui è tratta l'opera, Dante non è interessata ad interrogarsi sulle loro convinzioni religiose, a concentrarsi sul martirio scelto fieramente per non rinunciare ai voti pronunciati, ma sulla loro condizione di donne, che prima di consacrarsi a Dio “sono state sorelle, amanti, corpi desiderati, donne sensuali”, e che in quanto appartenenti al genere femminile, saranno esposte, più di altri, alla violenza degli uomini. Dante nell'intento di scoprire "le stanze segrete delle monache, pervase dai ricordi della loro condizione antecedente", le fa correre sul palco felici in sella a biciclette gialle, le raffigura ispirandosi ai quadri di Jacques-Louis David, e ai ritratti femminili settecenteschi, presenti in scena, le cui cornici nel corso dell'opera si trasformano in confessionali, corridoi di un carcere, ghigliottine.
La scelta dei costumi sottolinea l'indole guerriera delle Carmelitane, l'intensità della loro fede, interpretata da Dante come un gesto «più poetico che fanatico», un'intensa forma di spiritualità: sono vestite con "tuniche-tonache battagliere, militanti", con corsetti-corazza, e copricapi simili ad aureole; vanno incontro alla morte con gioia, come nell'estasi mistica dei santi immortalati in molti quadri, nei quali il dolore diventa piacere dello spirito, strumento di unione con Dio. Dante riserva a Blanche de la Force, la suora più fragile e tormentata, l'ultima a salire al patibolo, libera finalmente dalla paura, l'immagine del Cristo in croce, asessuato, che si fa "immagine e somiglianza" delle Carmelitane.

## Favole e romanzi
Nel 2007 Emma Dante scrive la sua prima favola per bambini e adulti, La favola del pesce cambiato, accompagnata dai disegni di Gianluigi Toccafondo.
A partire dal 2010, con Anastasia, Genoveffa e Cenerentola, ispirata alla Cenerentola di Perrault e Giambattista Basile, la regista palermitana mette in scena con la Compagnia Sud Costa Occidentale, rivisitandole, alcune delle più famose fiabe dei fratelli Grimm, di Hans Christian Andersen e dei classici di Disney: Gli alti e bassi di Biancaneve (2012), La bella Rosaspina addormentata (2013), La piccola fiammiferaia, La Sirenetta e Le scarpette rosse, rappresentate in Tre favole per un addio (2014), Cappuccetto Rosso vs Cappuccetto Rosso (2015), Hans e Gret (2018).
Per lo più ambientate nel Sud Italia, come Anastasia, Genoveffa e Cenerentola, che vivono nel centro di Rodìo Miliciò, un paesino del sud della Sicilia, in una "palazzina a tre piani con attico abusivo", queste fiabe, spesso dai risvolti noir e grotteschi, ripropongono i principali elementi della drammaturgia di Dante: l'ambientazione e l'uso del dialetto siciliano, la forte fisicità degli attori e la recitazione intensa "volutamente sopra le righe, a tratti perfino macchiettistica", la caratterizzazione psicologica dei personaggi, cui concorrono in modo determinante gli accessori e i coloratissimi costumi, la scenografia essenziale.
Riadattate e riambientate nella modernità, raccontano di famiglie disfunzionali, della violenza familiare e di genere, di un mondo connotato dalla presenza della radio, della televisione, perennemente accesa, e dei social network; la musica, che fa da contrappunto alle scene è quella di Michael Jackson, di Björk, dei Cure, di Amy Winehouse, del repertorio melodico italiano. La morale e i parametri originali del lieto fine vengono ridefiniti, posti in discussione: Biancaneve, grazie ai nani - minatori dall'aspetto mostruoso, privi delle gambe a causa di un'esplosione avvenuta in una cava sotterranea - compie il suo percorso di crescita e di conoscenza dei valori della vita, cogliendo come essi siano nascosti dietro "gli alti e bassi" che costellano l'esistenza di ognuno; Rosaspina alla fine del suo viaggio di formazione diventa una ragazza emancipata e autonoma, in grado di accettare anche tutte le "spine"; Cappuccetto Rosso - una bambina grassa in guerra con il suo alter ego magro e trascurata da una madre vanitosa - affronta il rapporto affettivo con la madre e la ricerca e l'accettazione di sé.
Di queste favole Emma Dante pubblica il testo, in contemporanea o a breve distanza dalla sua messa in scena, con la collaborazione di Maria Cristina Costa per le consistenti illustrazioni che corredano i racconti e i dialoghi: Anastasia, Genoveffa e Cenerentola nel 2011, Gli alti e bassi di Biancaneve nel 2012, e le due antologie Le principesse di Emma (2014), che contiene La bella Rosaspina addormentata, Gli alti e bassi di Biancaneve, Anastasia, Genoveffa e Cenerentola, e E tutte vissero felici e contente, pubblicata nel 2020 da La Nave di Teseo, che ripropone, oltre a queste ultime tre fiabe,  Cappuccetto Rosso vs Cappuccetto Rosso.
Via Castellana Bandiera, edito da Rizzoli nel 2008, è il primo romanzo di Emma Dante, vincitore nel 2009 del Premio Vittorini. La storia è incentrata sull'incrocio tra due auto in via Castellana Bandiera a Palermo.

## Filmografia
Nel 2013 Emma Dante esordisce come regista e attrice cinematografica con la trasposizione del suo romanzo Via Castellana Bandiera. Il film, che vede come coprotagonista Alba Rohrwacher, è stato presentato in concorso alla 70ª Mostra internazionale d'arte cinematografica di Venezia, dove Elena Cotta ha vinto la Coppa Volpi per la migliore interpretazione femminile.
A marzo del 2019 gira la sua seconda opera cinematografica, Le sorelle Macaluso, che partecipa alla 77ª Mostra internazionale d'arte cinematografica di Venezia (2020), dove vince il Premio Pasinetti per il miglior film e per la migliore interpretazione femminile all'intero cast. Anche in questo caso si tratta della trasposizione cinematografica di una sua opera teatrale che aveva debuttato sui palcoscenici nel 2014.
Il 16 novembre 2023 esce nelle sale cinematografiche Misericordia, tratto dall'omonima opera teatrale da lei scritta e diretta 3 anni prima.

## Vita privata
Emma Dante è sposata con l'attore Carmine Maringola, collega della compagnia teatrale Sud Costa Occidentale. Nel 2017, dopo anni di attesa per un'adozione italiana, diventano genitori di un bambino, grazie all'adozione internazionale.

## Stile e temi

### Ritmo
Il ritmo è uno degli elementi centrali del teatro di Emma Dante: durante i laboratori e i training lavora molto con la musica, con i suoni, con i gesti ripetitivi, quasi ossessivi, degli attori. Il ritmo è, nella sua visione del teatro, "un elemento istintuale, che tocca l'animalità". Questo la spinge a teorizzare che per essere attori sia necessaria una perdita totale della vergogna e di qualsiasi tipologia di giudizio e auto-giudizio; l'attore deve sentirsi libero da un retroterra culturale che lo limiterebbe nella sua espressione artistica. I training attoriali della Sud Costa Occidentale, generalmente della durata di una settimana, servono proprio a questo, a capire chi, tra coloro che si presentano per le selezioni, sarà in grado di lasciarsi andare totalmente e diventare un attore.

### Uso del siciliano
Gli attori della compagnia Sud Costa Occidentale parlano o, in alcuni casi, mimano (non essendo tutti siciliani) la lingua siciliana, utilizzando parole spesso intraducibili in italiano, una sorta di grammelot alla maniera di Dario Fo, caratterizzato da una sonorità cruda, pungente, che rende con maggiore immediatezza i concetti da esprimere, e che spesso si traduce con il linguaggio del corpo.
A proposito del siciliano utilizzato per i suoi spettacoli, Emma Dante dice: "Non esistono sinonimi di molte parole dialettali che uso nei miei spettacoli, e quindi se devo tradurle faccio fatica. In questo senso dico che non conosco questo mio dialetto; cioè non lo conosco nella traduzione in italiano. Faccio un esempio con la frase che è all'inizio di mPalermu: «chi fa, arapemo 'sta finestra?» Quel «chi fa» cambia tutto. La traduzione letterale sarebbe: «che fa, la apriamo questa finestra?». Ma «che fa» non vuol dire niente. Invece quel «chi fa» in dialetto racchiude un sentimento molto preciso che è: «se non apriamo questa finestra è la fine, perché moriamo soffocati». Come fai a tradurlo in italiano? Per questo dico che mi spiazza il dialetto, perché è un modo assolutamente segreto per me, perché ha in sé il segreto; in qualche modo è inaccessibile. E soprattutto sto scoprendo che certe parole stanno entrando nel mio vocabolario: sono parole rivedute e corrette, rielaborate che non esistono nel dialetto che si parla in città... Quindi ci sono delle parole che tornano sempre e che sono diventate ormai una cifra stilistica."
L'uso del siciliano non impedisce alla Sud Costa Occidentale di lavorare molto anche all'estero, in particolare in Francia.

### Teatro Sociale
Emma Dante propone il suo teatro come sociale, non politico. "Non faccio un teatro «politico» perché non parlo di Berlusconi, di cronaca nera, ma ho messo in atto delle denunce sociali. Il mio teatro ha a che fare con le inciviltà del mondo."
Negli spettacoli di Dante le famiglie sono sole, allo sbando; non vi è mai un riferimento allo stato, che risulta assente. Le pièce, generalmente brevi, raccontano una vita quotidiana fatta di fatica per la sopravvivenza, in spazi e tempi identificabili, in cui c'è poco spazio per l'amore, ma ce n'è per l'animalità e la violenza; tuttavia non c'è catarsi, il dolore rimane celato dentro e viene trasmesso agli spettatori.

## Influenze
Nel definire le influenze che hanno segnato il suo lavoro, la stessa Dante ha indicato principalmente il teatro di Kantor. Rispetto alla tradizione europea, alcuni tratti della sua drammaturgia sono stati messi in relazione con "l’assurdo poetico di Beckett"; la metafora della stanza chiusa, bloccata, minacciosa, con "la dinamica incomprensibile del potere" di Pinter; la violenza e l'aggressività che caratterizzano i suoi spettacoli, con il teatro di Artaud. Molte sono poi le suggestioni che la regista e drammaturga ha tratto e continua a trarre da autori italiani e stranieri, i cui testi sono stati rielaborati in singoli spettacoli, da Dell'amore e di altri demoni di Gabriel Garcia Marquez che all'inizio della sua carriera ha ispirato Il sortilegio, a Tommaso Landolfi ispiratore de La scimia, agli autori classici come Euripide ed Eschilo.

## Opere

### Teatro (regista)

#### Prosa
- mPalermu (2001)
- Carnezzeria (2002)
- Verso Medea (2003)
- Vita mia (2004)
- La scimia (2004)
- Mishelle di Sant’Oliva (2006)
- Cani di bancata (2006)
- Il festino (2007)
- Eva e la bambola (2007)
- Le pulle (2009)
- Acquasanta (2010)
- Ballarini (2010)
- Il castello della Zisa (2011)
- Io, Nessuno e Polifemo (2014)
- Le sorelle Macaluso (2014)
- Operetta burlesca (2015)
- Odissea A/R (2016)
- Bestie di scena (2017)
- La scortecata (2017)
- Esodo (2019)
- Misericordia (2020)
- Pupo di zucchero (2021)
- Scarpette rosse (2022, teatro per ragazzi)
- Re Chicchinella (2024)
- Extra moenia (2024)

#### Opera
- Carmen di Georges Bizet, Teatro alla Scala di Milano (2009)
- La muta di Portici di Daniel Auber, Théâtre national de l'Opéra-Comique di Parigi (2012)
- Feuersnot di Richard Strauss, Teatro Massimo di Palermo (2014)
- Gisela! di Hans Werner Henze, Teatro Massimo di Palermo (2015)
- La Cenerentola di Gioachino Rossini, Teatro dell'Opera di Roma (2016)
- Macbeth di Giuseppe Verdi, Teatro Massimo di Palermo (2017)
- Cavalleria Rusticana – La Voix Humaine di Francis Poulenc e Pietro Mascagni, Teatro Comunale di Bologna (2017)
- Eracle di Euripide, Teatro greco di Siracusa (2018)
- L'angelo di fuoco di Sergej Prokof'ev, Teatro dell'Opera di Roma (2019)
- I dialoghi delle Carmelitane, di Francis Poulenc, Teatro dell'Opera di Roma (2022)
- Rusalka, di Antonín Dvořák, Teatro alla Scala di Milano (2023)

#### Favole
- Anastasia, Genoveffa e Cenerentola (2010, Teatro San Ferdinando di Napoli);[105] l'anno successivo viene pubblicato il volume Anastasia, Genoveffa e Cenerentola, illustrazioni di Maria Cristina Costa, Milano, La Tartaruga, 2011, ISBN 978-88-7738-502-4
- Gli alti e bassi di Biancaneve (2012, Torino Casa del Teatro Ragazzi e Giovani)[106]; nel 2012 viene pubblicato il testo, con le illustrazioni di Maria Cristina Costa, Milano, La Tartaruga, 2012, ISBN 978-88-7738-511-6
- La bella Rosaspina addormentata (2013, Teatro Kismet di Bari); i testi delle fiabe La bella Rosaspina addormentata; Gli alti e bassi di Biancaneve; Anastasia, Genoveffa e Cenerentola vengono pubblicati in Le principesse di Emma con illustrazioni di Maria Cristina Costa. Milano, Baldini & Castoldi, 2014, ISBN 978-88-6852-749-5.
- Tre favole per un addio (2014); Fable pour un adieu (2019)[107]
- Cappuccetto Rosso vs Cappuccetto Rosso (2015)[108]
- Hans e Gret (2018)
- Scarpette rosse (2022)[109]
- E tutte vissero felici e contente, illustrazioni di Maria Cristina Costa, Milano, La nave di Teseo, 2020, ISBN 9791280043047, raccoglie quattro fiabe di Emma Dante: Rosaspina, Biancaneve, Anastasia, Genoveffa, Cenerentola e Cappuccetto Rosso vs Cappuccetto Rosso
- La festa dei morti, illustrazioni di Maria Cristina Costa, Milano, La nave di Teseo O, 2023, ISBN 9791280043436.

### Cinema (regista)
- Via Castellana Bandiera (2013)
- Le sorelle Macaluso (2020)
- Misericordia (2023)

### Libri
- Emma Dante, Medea, in Primafila: mensile di teatro e di spettacolo dal vivo, n. 106, 2004,  pp. 14-20.
- Emma Dante, La favola del pesce cambiato, a cura di S. Raggini, S. Piscaglia, illustrazioni di Gianluigi Toccafondo, L'Arboreto, 2007, ISBN 9788890268137.
- Emma Dante, Carnezzeria. Trilogia della famiglia siciliana, Roma, Fazi, 2007, ISBN 9788881128914.
- Emma Dante, Cani di bancata, in Hystrio: rivista trimestrale di teatro e spettacolo, 20, n. 1, 2007,  pp. 102-107.
- Emma Dante, Via Castellana Bandiera, Rizzoli, 2008, ISBN 9788817024716.
- Luisa Cavaliere, Emma Dante e Rosella Postorino, Anticorpi. Dialoghi con Emma Dante e Rosella Postorino, Liguori, 2010, ISBN 9788820751029.
- Emma Dante, Le pulle: operetta amorale, in Hystrio: rivista trimestrale di teatro e spettacolo, A.23 n. 1, 2010,  pp. 102-110.
- Emma Dante, Palermo dentro. Il teatro di Emma Dante, a cura di Andrea Porcheddu, Civitella in Val di Chiana, Zona, 2010, ISBN 9788864380827.
- (DE) Emma Dante, Mitternacht in Palermo, Sammlung Luchterhand, 2010, ISBN 9783630621777.
- Emma Dante e Titti De Simone, Intervista a Emma Dante, Navarra, 2010, ISBN 9788895756424.
- Giuseppe Distefano, Emma Dante e Rodolfo di Giammarco, Il teatro di Emma Dante nelle fotografie di Giuseppe Distefano, Infinito, 2011, ISBN 9788889602997.
- Emma Dante, Trilogia degli occhiali. Acquasanta, Il castello della Zisa, Ballarini, Rizzoli, 2011, ISBN 9788817047197.
- Emma Dante, Anastasia, Genoveffa e Cenerentola, illustrazioni di Maria Cristina Costa, La Tartaruga, 2011, ISBN 9788877385024.
- Emma Dante, Gli alti e bassi di Biancaneve, illustrazioni di Maria Cristina Costa, La Tartaruga, 2012, ISBN 9788877385116.
- Emma Dante, Le principesse di Emma, illustrazioni di Maria Cristina Costa, Baldini + Castoldi, 2014, ISBN 9788868527495.
- Emma Dante, Io, Nessuno e Polifemo. Intervista impossibile, Glifo, 2014, ISBN 9788898741076.
- (ES, IT) Emma Dante, Laura Pariani e Spiro Scimone, Tres obras dramáticas. Nueva dramaturgia italiana, a cura di Carlos Gazzera, Eduvim, 2014, ISBN 9789871727872.
- (IT, EN) Emma Dante, Carmen senza vergogna. Carmen without shame, in Carmen: tratto dalla novella di Prosper Mérimée. Opéra-comique in quattro atti, Milano, Edizioni del Teatro alla Scala, 2015,  pp. 140-146.
- Emma Dante, Odissea A/R. Viaggio in due movimenti, illustrazioni di Mariagiulia Colace, Glifo, 2016, ISBN 9788898741250.
- ̈ Emma Dante, Le sorelle Macaluso. Liturgia familiare, Glifo, 2016, ISBN 9788898741199.
- Emma Dante, Bestie di scena, Milano, Edizioni Piccolo Teatro di Milano, Teatro d'Europa, 2017.
- (IT, FR) Emma Dante, Io Nessuno e Polifemo. Moi, personne et Polyphème, a cura di Paolo Bellomo, Céline Frigau Manning, Romane Lafore, traduzione di La langue du bourricot, Presses Universitaire Du Midi, 2017, DOI:10.4000/books.eua.381, ISBN 9782810704637.
- Emma Dante, Eracle / Euripide, in 54º Festival del Teatro greco di Siracusa, Istituto Nazionale del Dramma Antico, 2018.
- (FR, IT) Emma Dante, Enfants, animaux et idiots. Bambini, animali e idioti, prefazione di Olivier Py, Emmanuel Ethis, Damien Malinas, Éditions Universitaires d'Avignon, 2018, ISBN 9782357680715.
- (EN) Emma Dante, mPalermu: Dancers, and Other Plays, traduzione e introduzione di Francesca Spedalieri, Swan Isle Press, 2020, ISBN 9780997228755.
- Emma Dante, Bestiario teatrale, a cura di Anna Barsotti, prefazione di Andrea Camilleri, Rizzoli, 2020, ISBN 9788817140850.
- Emma Dante, E tutte vissero felici e contente, illustrazioni di Maria Cristina Costa, La nave di Teseo, 2020, ISBN 9791280043047.

## Premi e riconoscimenti

### Cinema
- 2021[110][111] - Nastro d'argento
  - Miglior regista - Le sorelle Macaluso
  - Candidatura a migliore sceneggiatura - Le sorelle Macaluso

### Teatro
- Premio Ubu
  - 2001/2002 - Nuovo testo italiano - mPalermu
  - 2002/2003 - Nuovo testo italiano - Carnezzeria
  - 2013/2014 - Migliore spettacolo, migliore regia - Le sorelle Macaluso

### Letteratura
- Premio Dessì
  - 2022 - Premio speciale della giuria[112]